# Landbohøjskolens Have
Landbohøjskolens Have blev grundlagt i 1858 samtidig med at Den Kongelige Veterinær- og Landbohøjskole blev bygget. Den er i dag ejet af Københavns Universitet, og drevet af Institut for Plante- og Miljøvidenskab, og omfatter alle de grønne områder omkring bygningerne på Frederiksberg Campus, tidligere Det Biovidenskabelige Fakultet for Fødevarer, Veterinærmedicin og Naturressourcer. 
Havens formål er at være studiehave og universitetspark, at levere planter til undervisningen og at være en grøn oase for alle.

## Havens planter
Der er over 6.000 forskellige planter i haven, som alle er forsynet med navneskilte. Et centralt parti med en lille dam og hængepil er stort set uforandret siden havens anlæg.
Havens tykkeste træ var en blodbøg med en omkreds på 5 meter, der blev fældet i 2018 grundet svampeangreb, men træets hovedstamme står stadig tilbage. Haven indeholder bl.a. også den nyrenoverede rosenhave fra 1929, oprindelig tegnet af Georg Georgsen og indeholdende hundrede storblomstrede og historiske roser.
Til forskel fra Københavns Universitets Botaniske Have – der hovedsagelig viser vilde planter – lægges der her mest vægt på planter, der har interesse for haver og parker.

## Havens navn
Haven har i forbindelse med at den blev en del af Københavns Universitet haft forskellige navne, blandt andet Det Biovidenskabelige Fakultets Have og Universitetshaverne. I dag findes der flere haver på området, og både haverne og alle de grønne områder omkring bygningerne på Frederiksberg Campus er samlet under navnet Landbohøjskolens Have.